# Heterolocha bicolor
Heterolocha bicolor är en fjärilsart som beskrevs av Louis Beethoven Prout 1915. Heterolocha bicolor ingår i släktet Heterolocha och familjen mätare. Inga underarter finns listade i Catalogue of Life.